# Regla de san Alberto

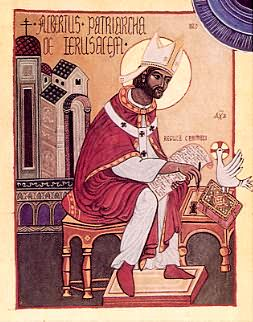
Alberto de Jerusalén (ca. 1149-1214) fue quien escribió la regla, hacia 1209, para un grupo de eremitas que habitaban en el Monte Carmelo.

La Regla de san Alberto, también conocida como Regla carmelita o de los carmelitas, es una regla de vida religiosa de la Iglesia católica escrita por el patriarca latino Alberto de Jerusalén, hacia 1209, para un grupo de eremitas que vivían en común en el Monte Carmelo. Dicha regla sigue siendo la base legislativa de las órdenes carmelita y carmelita descalza, y de todos los institutos que de ellos nacieron.

## Historia
Un grupo de eremitas occidentales del Monte Carmelo, al frente de los cuales se encontraba un tal Brocardo, pidieron al patriarca de Jerusalén y legado papal, Alberto de Jerusalén, que les escribiera una Regla de vida. El prelado, probablemente, la redactó hacia 1209. Con ello, los carmelitas, como serían llamados después los eremitas, tenían asegurada su existencia y prolongación en el tiempo, debido a una consistencia jurídica. Fue el nuevo patriarca de Jerusalén, Raúl de Merencourt, quien pidió a los monjes que se dirigieran al papa Honorio III, para pedir la aprobación de la regla. En 1226, el papa confirma así la Regla de san Alberto.

## Contenido
Este breve texto de 24 párrafos contiene elementos de la regla de San Agustín, que entonces era la más adecuada para la vida contemplativa de los ermitaños del Monte Carmelo. Alberto acentúa el carácter fraterno de la regla carmelita. También insiste en el hecho de que los bienes son comunes a todos, y que ningún hermano debería tener bienes propios. La regla de San Alberto también se basa en gran medida en la Biblia, que cita abundantemente, directa o indirectamente, tanto en el Nuevo Testamento como en el Antiguo Testamento, sin citar explícitamente estos versículos.
La regla aborda los siguientes puntos:
- El nombramiento y la obediencia al Prior de la comunidad.
- La elección de lugares para vivir (desierto o vivienda que se les da).
- Individualización de la celda del monje.
- La comida común mientras se escucha la palabra de Dios.
- La oración continúa, meditada día y noche, excepto cuando el monje está ocupado con tareas materiales justificadas.
- La renuncia a cualquier propiedad individual o colectiva.
- El establecimiento de una capilla u oratorio en el medio de las celdas.
- Escucha y corrección fraterna.
- Ayuno diario excepto el domingo y durante el período desde la fiesta de la Exaltación de la Santa Cruz hasta la Pascua. La debilidad física o la enfermedad prescinde del ayuno (se puede tomar carne para recuperar la fuerza y sanar). Al viajar, el Carmelita tomará la comida que se le dará sin seguir ninguna regla en particular.
- Ocupación a través del trabajo, vivir del fruto del trabajo propio.
- El silencio necesario para permanecer en humildad y virtud.
- La referencia a un hermano "B" en la regla ( §  1 y 21 ), antes de la Orden en el momento del establecimiento de esta regla, se ha interpretado en la tradición carmelita como una referencia a Brocard, segundo antes de orden (según esta misma tradición).

## Actualidad
La Regla de san Alberto ha sido siempre el texto legislativo de la Orden Carmelita. El ideal de Teresa de Jesús, reformadora española, y de los otros reformadores del Carmelo de los siglos XV y XVI, era el de regresar al ideal del desierto originario de la Orden. La Segunda y Tercera Orden Carmelita, monjas y laicos, asumen lo esencial de la Regla para adaptarlo a sus respectivas formas de vidas. De la misma manera, numerosas son las congregaciones e institutos que beben de la espiritualidad del profeta Elías y que asumen la regla carmelita como fundamento de sus constituciones o estatutos.